# 뤽상부르 박물관
뤽상부르 박물관(프랑스어: Musée du Luxembourg, 프랑스어 발음: [myze dy lyksɑ̃buʁ])은 프랑스 파리 6구에 위치한 박물관이다. 1750년에 설립된 이 미술관은 처음에는 뤽상부르궁의 동쪽 건물에 위치한 미술관이었으며 1818년에 최초의 현대 미술관이 되었다. 1884년엔 뤽상부르궁의 오랑주리로 쓰였던 현재의 건물로 이전했다. 뤽상부르 박물관은 2000년에 프랑스 문화부와 프랑스 의회의 관리 하에 임시 전시장으로 사용되기 시작했고, 2010년엔 프랑스의 국립 미술관 협회(Réunion des Musées Nationaux)에 소속되었다.

## 역사

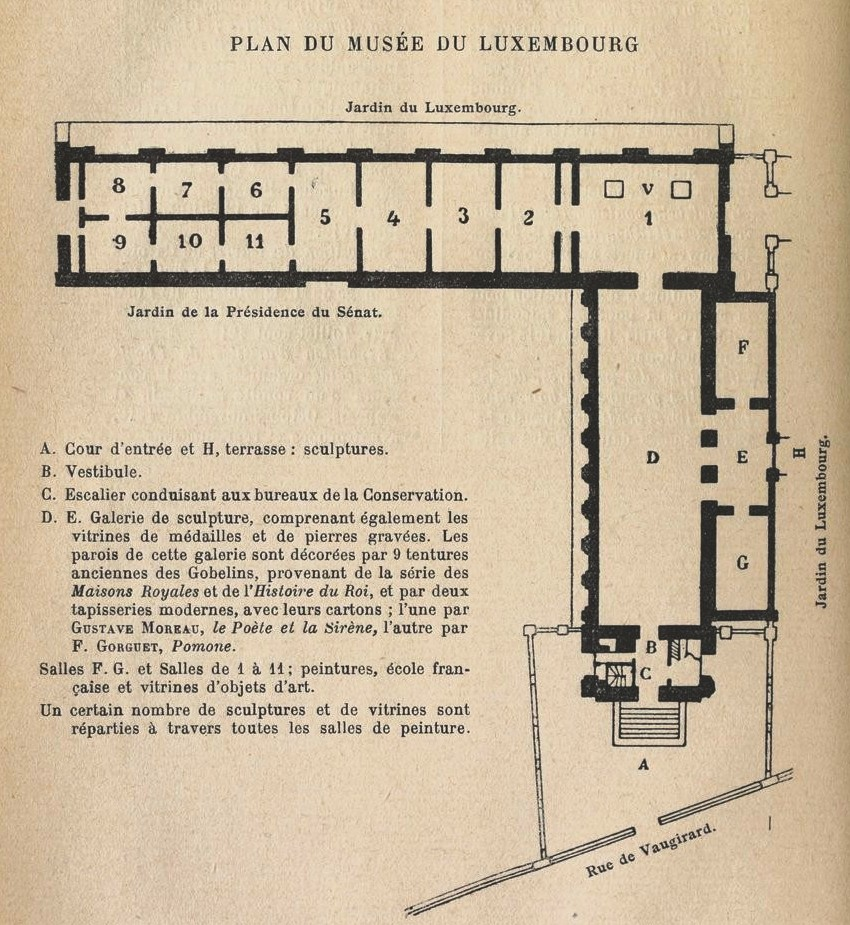
1923년 뤽상부르 박물관의 도면

1750년부터 1780년까지 뤽상부르 박물관은 파리 최초의 공공 회화 갤러리였으며 티치아노 베첼리오의 작품 Madonna of the Rabbit과 레오나르도 다 빈치의 Holy Family(성 안나와 성 모자 또는 바위의 성모 중 한 작품)등을 포함한 국왕의 소장품들을 전시했다. 그리고 현재 루브르 박물관의 주요 소장품인 100여 점의 옛 거장들의 작품들도 전시했었다. 1803년엔 니콜라 푸생에서부터 자크루이 다비드에 이르기 까지 다양한 예술가들의 그림을 전시하기 위해 재개관했으며 그 후 1818년부터 1937년까지 활동했던 예술가들의 작품을 전시했다.